# Coppa Italia di Serie B (pallavolo maschile)
La Coppa Italia di Serie B di pallavolo maschile è un trofeo organizzato dalla FIPAV riservato alle squadre iscritte al campionato di Serie B.
Dalla stagione 2008-2009 alla stagione 2015-2016 si sono svolte due competizioni parallele relative alla serie B1 e B2. Successivamente il torneo è stato riunificato, così come le due serie.

## Albo d'oro
| Edizione                                                                                      | Edizione                                                                         | Podio                                                                            | Podio                                                                            | Podio                                                                            |
| Anno                                                                                          | Sede Finale                                                                      | Campione                                                                         | Risultato                                                                        | Finalista                                                                        |
| --------------------------------------------------------------------------------------------- | -------------------------------------------------------------------------------- | -------------------------------------------------------------------------------- | -------------------------------------------------------------------------------- | -------------------------------------------------------------------------------- |
| Dal 1982 al 1997 la competizione è denominata Coppa di Lega di Serie B                        |                                                                                  |                                                                                  |                                                                                  |                                                                                  |
| 1982-83 Dettagli                                                                              |                                                                                  | Mondovì                                                                          |                                                                                  |                                                                                  |
| 1983-84 Dettagli                                                                              |                                                                                  | Lanciano                                                                         |                                                                                  |                                                                                  |
| 1984-85 Dettagli                                                                              |                                                                                  | Pineto                                                                           |                                                                                  |                                                                                  |
| 1985-86 Dettagli                                                                              |                                                                                  | Marconi Bologna                                                                  |                                                                                  |                                                                                  |
| 1986-87 Dettagli                                                                              |                                                                                  | Marconi                                                                          |                                                                                  |                                                                                  |
| 1987-88 Dettagli                                                                              |                                                                                  | Jesi                                                                             |                                                                                  |                                                                                  |
| 1988-89 Dettagli                                                                              |                                                                                  | Schio                                                                            |                                                                                  |                                                                                  |
| 1989-90 Dettagli                                                                              |                                                                                  | Libertas Piacenza                                                                |                                                                                  |                                                                                  |
| 1990-91 Dettagli                                                                              |                                                                                  | Sparanise                                                                        |                                                                                  |                                                                                  |
| 1991-92 Dettagli                                                                              |                                                                                  | Capurso Gioia                                                                    |                                                                                  |                                                                                  |
| 1992-93 Dettagli                                                                              |                                                                                  | Lube                                                                             |                                                                                  |                                                                                  |
| 1993-94 Dettagli                                                                              |                                                                                  | Materdomini                                                                      |                                                                                  |                                                                                  |
| 1994-95 Dettagli                                                                              |                                                                                  | Magna Grecia                                                                     |                                                                                  |                                                                                  |
| 1995-96 Dettagli                                                                              |                                                                                  | Roma                                                                             |                                                                                  |                                                                                  |
| 1996-97 Dettagli                                                                              |                                                                                  | Capurso Gioia                                                                    |                                                                                  |                                                                                  |
| Dal 1997 la competizione è denominata Coppa Italia di Serie B                                 |                                                                                  |                                                                                  |                                                                                  |                                                                                  |
| 1997-98 Dettagli                                                                              |                                                                                  | Lamezia                                                                          |                                                                                  |                                                                                  |
| 1998-99 Dettagli                                                                              |                                                                                  | Cutrofiano                                                                       |                                                                                  |                                                                                  |
| 1999-00 Dettagli                                                                              | Santa Croce sull'Arno                                                            | Grande                                                                           |                                                                                  | Lamezia                                                                          |
| 2000-01 Dettagli                                                                              |                                                                                  | Brescia                                                                          |                                                                                  |                                                                                  |
| 2001-02 Dettagli                                                                              |                                                                                  | Stilcasa Taviano                                                                 |                                                                                  |                                                                                  |
| 2002-03 Dettagli                                                                              | Olbia                                                                            | Albisola                                                                         | 3 - 1 (25-22, 25-20, 17-25, 25-20)                                               | Stilcasa Taviano                                                                 |
| 2003-04 Dettagli                                                                              | Roseto degli Abruzzi                                                             | Scanzorosciate                                                                   | 3 - 2 (25-18, 23-25, 25-21, 21-25, 15-9)                                         | Volley Corigliano                                                                |
| 2004-05 Dettagli                                                                              | Nicosia                                                                          | Nicosia                                                                          | 3 - 2 (25-17, 20-25, 25-23, 16-25, 15-11)                                        | Arezzo                                                                           |
| 2005-06 Dettagli                                                                              |                                                                                  | Top Team Mantova                                                                 |                                                                                  |                                                                                  |
| 2006-07 Dettagli                                                                              |                                                                                  | Top Team Mantova                                                                 |                                                                                  |                                                                                  |
| 2007-08 Dettagli                                                                              | Molfetta                                                                         | Oderzo                                                                           | 3 - 0                                                                            | Conselice                                                                        |
| Dal 2008-2009 al 2015-2016 si sono disputate la Coppa Italia di Serie B1 e quella di Serie B2 |                                                                                  |                                                                                  |                                                                                  |                                                                                  |
| 2016-17 Dettagli                                                                              | Gioia del Colle                                                                  | New Real Gioia                                                                   | 3 - 0 (25-20, 25-9, 25-21)                                                       | Massa                                                                            |
| 2017-18 Dettagli                                                                              | Porto Viro                                                                       | Team Volley                                                                      | 3 - 1 (25-23, 25-22, 11-25, 25-21)                                               | Porto Viro                                                                       |
| 2018-19 Dettagli                                                                              | Porto Viro                                                                       | GIS Ottaviano                                                                    | 3 - 1 (25-21, 22-25, 25-15, 25-19)                                               | Caronno Pertusella                                                               |
| 2019-20                                                                                       | Edizione interrotta a causa del diffondersi della pandemia di COVID-19 in Italia | Edizione interrotta a causa del diffondersi della pandemia di COVID-19 in Italia | Edizione interrotta a causa del diffondersi della pandemia di COVID-19 in Italia | Edizione interrotta a causa del diffondersi della pandemia di COVID-19 in Italia |
| 2020-21                                                                                       | Non disputata                                                                    | Non disputata                                                                    | Non disputata                                                                    | Non disputata                                                                    |
| 2021-22                                                                                       | Non disputata                                                                    | Non disputata                                                                    | Non disputata                                                                    | Non disputata                                                                    |
| 2022-23 Dettagli                                                                              | Bologna                                                                          | La Bollente                                                                      | 3 - 0 (25-18, 25-9, 29-27)                                                       | Gabbiano Mantova                                                                 |
| 2023-24 Dettagli                                                                              | Campobasso                                                                       | Spike Devils                                                                     | 3 - 1 (31-29, 22-25, 26-24, 25-19)                                               | Arno                                                                             |
| 2024-25 Dettagli                                                                              | Fasano                                                                           | Green Galatone                                                                   | 3 - 1 (25-16, 23-25, 25-22, 25-23)                                               | Lupi Santa Croce                                                                 |